# المكيمنية (الحديدة)

تعديل مصدري - تعديل

المكيمنية هي إحدى قرى مديرية الدريهمي، التابعة لمحافظة الحديدة اليمنية، بلغ تعداد سكانها 4016 نسمة حسب الإحصاء الذي أجري عام 2004.